# Obszary (Radlin)
Obszary (niem. Romanshof) – część miasta Radlin położona w jego wschodniej części.
Na terenie Obszar znajduje się Park Leśny im. Powstańców Śląskich w Radlinie, i przystanek kolejowy Radlin Obszary.

## Historia
Obszary były folwarkiem należącym do właścicieli Radlina Dolnego (części obecnego Radlina II) i były tym samym  częścią Wodzisławskiego Państwa Stanowego. Do 2 października 1913 Obszary (Romanshof) stanowiły gminę jednostkową w powiecie rybnickim, kiedy to włączono je do gminy jednostkowej Radlin. W latach 1945–1950 należały do zbiorowej gminy Radlin, w 1954 w gromadzie Radlin, 1954–75 w mieście Radlin, 1975–96 w mieście Wodzisław Śląski. W 1997 po pozostaniu historycznego Radlina (Radlin II) w granicach Wodzisławia, Obszary wraz z Biertułtowami i Głożynami utworzyły miasto Radlin.
Większa część Obszar (m.in. ulica Wantuły i Mikołajczyka) należy do historycznej parafii Radlin położonej w Wodzisławiu Śląskim-Radlinie.